# Parangaricutirimícuaro
Nuevo San Juan Parangaricutiro é uma vila de 15 mil habitantes (INEGI 2000), localizada no município de Nuevo Parangaricutiro, estado de Michoacán, México. O povoado foi reconstruído depois de uma erupção vulcânica em 1943, e atualmente se beneficia do turismo ao redor do vulcão e pelas ruínas do velho San Juan, onde somente a parte superior da igreja sobressai sobre a lava. É também conhecido como Parangaricutirimícuaro (pronuncia-se "Parangaricutirimírruaro"), popularizado pelo trava-línguas "desparangaricutirimicuarizóse el otorrinolaringogólogo de Parangaricutirimícuaro"
"El pueblo de Parangaricutirimícuaro se va a desparangaricutirimicuarizar. Quien logre desparangaricutirimicuarizarlo gran desparangaricutirimicuarizador será."
Também existem outras versões:
- "El pueblo de Parangaricutirimícuaro se va a desparangaricutirimicuar. Quien logre desparangaricutirimicuarlo primero será un gran desparangaricutirimicuador."

- "El Otorrinolaringólogo de Parangaricutirimícuaro se quiere desotorrinolangaparangaricutirimicuarizar, el desotorrinolaringaparangaricutimicuador que logre desotorrinolangaparangaricutirimucuarizarlo, buen desotorrinolaringaparangaricutimicuador será."

- "Los parangaricutirimicuaros van a parangaricutimirizar con un parangaricutirimicuizador a todos los parangaricutirimiacuaros."

### Cultura popular
A palavra Parangaricutirimícuaro (ou Parangaricutirimírruaro) foi popularizado no seriado mexicano El Chapulín Colorado como a palavra mágica que a bruxa Baratuxa usava para ativar sua varinha de condão.